# Ratpenat de ferradura trifoliat
El ratpenat de ferradura trifoliat (Rhinolophus trifoliatus) és una espècie de ratpenat de la família dels rinolòfids. Viu a la Xina, l'Índia, Indonèsia, Malàisia, Myanmar i Tailàndia. El seu hàbitat natural és el bosc humit tropical primari i secundari de terres baixes. No hi ha cap amenaça significativa per a la supervivència d'aquesta espècie, tot i que està afectada per la desforestació.